# Undicesima ora
Undicesima ora (The Eleventh Hour) è una serie televisiva statunitense in 62 episodi trasmessi per la prima volta nel corso di 2 stagioni dal 1962 al 1964.

## Trama
La serie è incentrata sulle storie umane di persone curate da psichiatri o poste davanti ad una corte di giustizia per problemi di salute mentale. Nel 1963 la serie condivise in crossover l'episodio 2x09 in due parti  con Il dottor Kildare. Nella seconda stagione, Ralph Bellamy sostituì Wendell Corey interpretando il ruolo del dottor L. Richard Starke, uno psichiatra impegnato in uno studio privato.

## Personaggi
- dottor Paul Graham (62 episodi, 1962-1964), interpretato da Jack Ging.
- dottor Theodore Bassett (32 episodi, 1962-1963), interpretato da Wendell Corey.
- dottor L. Richard Starke (32 episodi, 1962-1964), interpretato da Ralph Bellamy.
- Mrs. Henderson (3 episodi, 1962-1964), interpretata da Maxine Stuart.
- Aggie Britt (3 episodi, 1963-1964), interpretata da Joan Tompkins.

## Produzione
La serie fu prodotta da Arena Productions e MGM Television e girata negli studios della RKO a Los Angeles in California. Le musiche furono composte da Harry Sukman.

## Guest star
- Philip Abbott
- Neile Adams
- Eddie Albert
- Lola Albright
- Frank Aletter
- Richard Anderson
- Edward Andrews
- Edward Asner
- Frankie Avalon
- Phyllis Avery
- Martin Balsam
- Joanna Barnes
- Herschel Bernardi
- Charles Bickford
- Bill Bixby
- Beau Bridges
- Lloyd Bridges
- Lloyd Bochner
- Richard Bull
- Paul Burke
- Red Buttons
- James T. Callahan
- Joseph Campanella
- Mary Grace Canfield
- Diahann Carroll
- Veronica Cartwright
- Linden Chiles
- James Coburn
- Michael Constantine
- Noreen Corcoran
- Patricia Crowley
- Kim Darby
- Colleen Dewhurst
- Bradford Dillman
- Elinor Donahue
- Tony Dow
- Howard Duff
- Dan Duryea
- Andrew Duggan
- Keir Dullea
- Linda Evans
- Shelley Fabares
- Fabian

- Norman Fell
- Anne Francis
- James Franciscus
- Beverly Garland
- Harold Gould
- Don Gordon
- Don Grady
- Dabbs Greer
- Virginia Gregg
- James Gregory
- Harry Guardino
- Eileen Heckart
- Anne Helm
- Peter Helm
- Cheryl Holdridge
- Celeste Holm
- Ron Howard
- Kim Hunter
- Diana Hyland
- David Janssen
- Henry Jones
- Katy Jurado
- Noah Keen
- Shirley Knight
- Ted Knight
- Harvey Korman
- Bert Lahr
- Elsa Lanchester
- Robert Lansing
- Angela Lansbury
- Piper Laurie
- Bethel Leslie
- Joanne Linville
- Robert Loggia
- Julie London
- Lynn Loring
- James MacArthur
- Roddy McDowall
- John McGiver
- Barbara McNair
- Scott Marlowe
- Walter Matthau
- Jayne Meadows

- Burgess Meredith
- Dina Merrill
- Vera Miles
- Elizabeth Montgomery
- Bill Mumy
- Ed Nelson
- Lois Nettleton
- Leonard Nimoy
- Jeanette Nolan
- Edmond O'Brien
- Carroll O'Connor
- Jerry Paris
- Eleanor Parker
- Michael Parks
- Roger Perry
- Cliff Robertson
- Ruth Roman
- Marion Ross
- Barbara Rush
- Kurt Russell
- Robert Ryan
- Albert Salmi
- Telly Savalas
- George C. Scott
- Jacqueline Scott
- Sylvia Sidney
- Tom Simcox
- Jean Stapleton
- Inger Stevens
- Dean Stockwell
- Maxine Stuart
- Karl Swenson
- Roy Thinnes
- Joan Tompkins
- Franchot Tone
- Rip Torn
- Harry Townes
- Maxine Stuart
- Robert Wagner
- Tuesday Weld
- Faye Wray
- Keenan Wynn

### Registi
Tra i registi della serie sono accreditati:
- Paul Nickell (2 episodi, 1962-1963)
- Richard Donner (2 episodi, 1963)
- Jack Arnold

## Distribuzione
La serie fu trasmessa negli Stati Uniti dal 1962 al 1964 sulla rete televisiva NBC. In Italia è stata trasmessa con il titolo Undicesima ora.
Alcune delle uscite internazionali sono state:
- negli Stati Uniti il 3 ottobre 1962 (The Eleventh Hour)
- in Italia (Undicesima ora)
- in Finlandia (Yhdestoista hetki)

## Episodi
| Stagione         | Episodi | Prima TV USA | Prima TV Italia |
| ---------------- | ------- | ------------ | --------------- |
| Prima stagione   | 32      | 1962-1963    |                 |
| Seconda stagione | 30      | 1963-1964    |                 |